# Pilbara octava
Pilbara octava är en tvåvingeart som beskrevs av Daniel J. Bickel 1994. Pilbara octava ingår i släktet Pilbara och familjen styltflugor. Inga underarter finns listade i Catalogue of Life.